# Hypsilurus godeffroyi
Espèce
Synonymes
- Lophura godeffroyi Peters, 1867

Statut de conservation UICN

 DD  : Données insuffisantes
Hypsilurus godeffroyi est une espèce de sauriens de la famille des Agamidae.

## Répartition
Cette espèce se rencontre en Nouvelle-Guinée, dans l'archipel Bismarck, aux Salomon, aux Palaos et aux Fidji.

## Étymologie
Cette espèce est nommée en l'honneur de Johann Caesar Godeffroy (1813-1885).

## Publication originale
- Peters, 1867 : Über Flederthiere (Pteropus gouldii, Rhinolophus deckenii, Vespertilio lobipes, Vesperugo temminckii) und Amphibien (Hypsilurus godeffroyi, Lygosoma scutatum, Stenostoma narirostre, Onychocephalus unguirostris, Ahaetulla poylepis, Pseudechis scutellatus, Hoplobatrachus reinhardtii, Hyla coriacea). Monatsberichte der Königlich Preussischen Akademie der Wissenschaften zu Berlin, vol. 1867, p. 703-712 (texte intégral).